# Comté de Knox (Texas)
Pour les articles homonymes, voir Comté de Knox.
Le comté de Knox, en anglais : Knox County, est un comté situé au nord de l'État du Texas aux États-Unis.  Fondé le 1er février 1858, son siège de comté est la ville de Benjamin. Selon le recensement des États-Unis de 2020, sa population est de 3 353 habitants. Le comté a une superficie de 2 215,5 km2, dont 2 203 km2 en surfaces terrestres. Il est nommé en l'honneur de Henry Knox, un général de la guerre d'indépendance américaine.

## Organisation du comté
Le comté de Knox est créé le 1er février 1858, à partir des terres du comté de Young. Après plusieurs réorganisations foncières, il est définitivement autonome et organisé en mars 1886.
Il est baptisé à la mémoire de Henry Knox, général, commandant en chef de l'artillerie de l'Armée continentale, puis 1er secrétaire à la Guerre des États-Unis,.

## Géographie
Le comté de Knox se situe au nord de l'État du Texas, aux États-Unis,. Il est bordé au nord et traversé en son centre par les bras nord et sud de la rivière Wichita (en). Il est également drainé, du sud-ouest à l'est, par le fleuve Brazos.
Il a une superficie totale de 2 215,5 km2, composée de 2 203 km2 de terres et de 12,5 km2 de zones aquatiques.

## Comtés adjacents
|                    | Comté de Foard   |                 |
| Comté de King      | comté de Knox    | Comté de Baylor |
| Comté de Stonewall | Comté de Haskell |                 |

## Démographie
Lors du recensement de 2010, le comté comptait une population de 3 719 habitants. En 2017, la population est estimée à 3 710 habitants,.
| Groupes           | Comté de Knox | Texas | États-Unis |
| ----------------- | ------------- | ----- | ---------- |
| Blancs            | 76,4          | 70,4  | 72,4       |
| Autres            | 14,1          | 10,6  | 6,4        |
| Afro-Américains   | 5,8           | 11,9  | 12,6       |
| Métis             | 3,0           | 2,5   | 2,7        |
| Amérindiens       | 0,6           | 0,7   | 0,9        |
| Asiatiques        | 0,2           | 3,8   | 4,8        |
| Total             | 100           | 100   | 100        |
|                   |               |       |            |
| Latino-Américains | 29,6          | 37,6  | 16,7       |

Pyramide des âges du comté de Knox (2000).

Selon l'American Community Survey, pour la période 2011-2015, 79,40 % de la population âgée de plus de 5 ans déclare parler anglais à la maison, alors que 20,17 % déclare parler l’espagnol et 0,43 % une autre langue.

### Source de la traduction
- (en) Cet article est partiellement ou en totalité issu de l’article de Wikipédia en anglais intitulé « Knox County, Texas » (voir la liste des auteurs).